# فرانك ماير (كاتب)
فرانك ماير (بالإنجليزية: Frank Mayer)‏ هو كاتب أمريكي، ولد في 28 مايو 1850 في نيو أورلينز في الولايات المتحدة، وتوفي في 12 فبراير 1954 في فيربلاي في الولايات المتحدة.